# Jennifer Roberson
Jennifer Mitchell Roberson, född 26 oktober 1953 i Kansas City, Missouri, är en amerikansk författare av fantasylitteratur.

### Profetian om Cheysuli
1. I djuskepnad 1996
2. Homanas sång 1996
3. Svärdets härskare 1996
4. Den vita vargen 1997
5. Prinsars högmod 1997
6. Lejonets dotter 1997
7. Korpens flykt 1998
8. Lejontronen 1998